# 聖薩爾瓦托雷山
45°58′36″N 8°56′53″E / 45.9766°N 8.94811°E

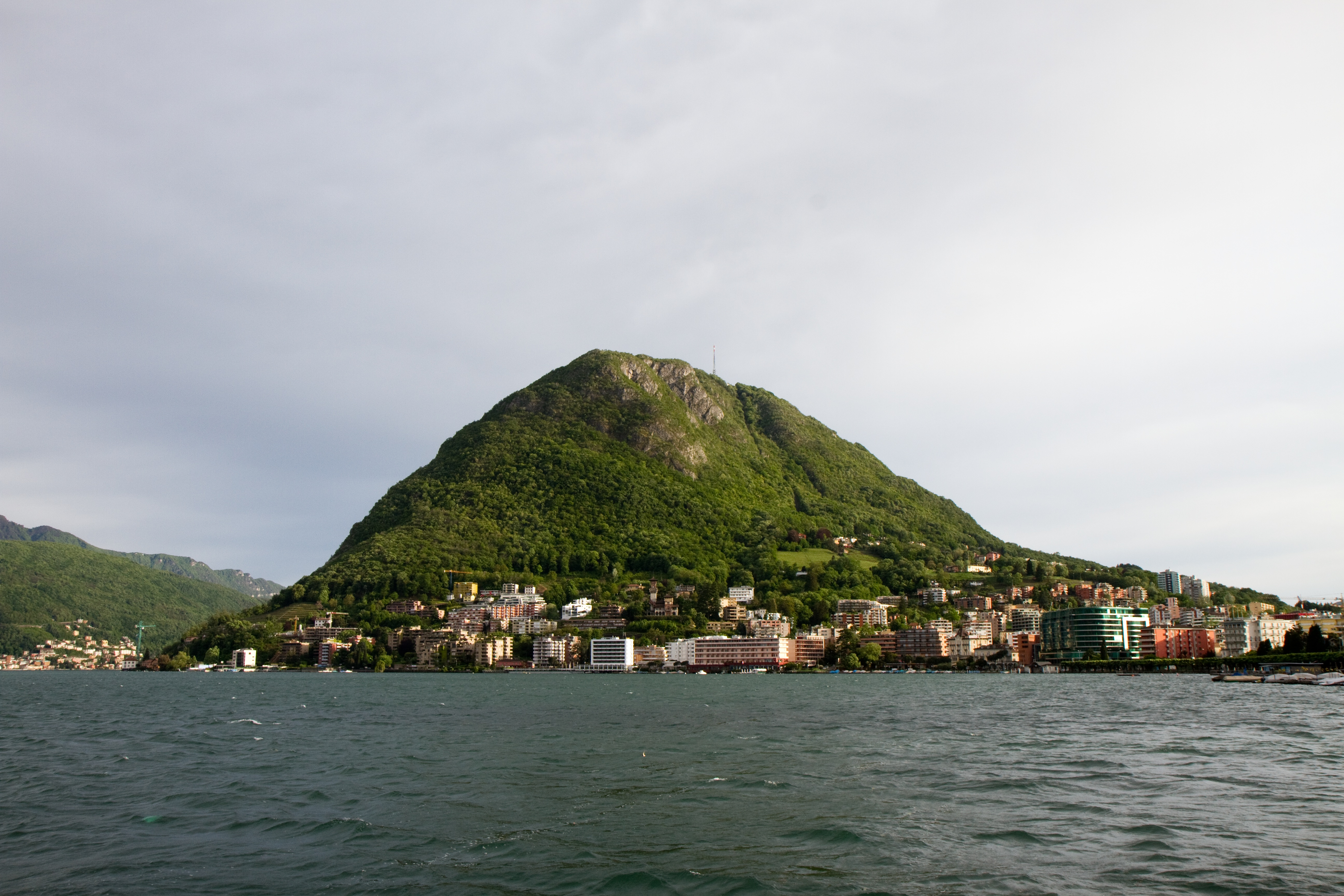

聖薩爾瓦托雷山（Monte San Salvatore），是瑞士的山峰，位於該國南部，由提契諾州負責管轄，屬於勒蓬廷山的一部分，處於伯爾尼東南面160公里，海拔高度912米，每年平均降雨量1,603毫米。